# Nephthea thujaria
Nephthea thujaria är en korallart som beskrevs av Kükenthal 1903. Nephthea thujaria ingår i släktet Nephthea och familjen Nephtheidae. Inga underarter finns listade i Catalogue of Life.